# Shennongipodisma
Shennongipodisma is een geslacht van rechtvleugeligen uit de familie veldsprinkhanen (Acrididae). De wetenschappelijke naam van dit geslacht is voor het eerst geldig gepubliceerd in 2004 door Zhong & Zheng.

## Soorten
Het geslacht Shennongipodisma  is monotypisch en omvat slechts de volgende soort:
- Shennongipodisma lativertex (Zhong & Zheng, 2004)